# Bryophaenocladius piltunensis
Bryophaenocladius piltunensis är en tvåvingeart som beskrevs av Makarchenko 2006. Bryophaenocladius piltunensis ingår i släktet Bryophaenocladius och familjen fjädermyggor. Inga underarter finns listade i Catalogue of Life.